# UCI Europe Tour 2010
Die UCI Europe Tour ist der vom Weltradsportverband UCI zur Saison 2005 eingeführte europäische Straßenradsport-Kalender für Männer unterhalb der UCI ProTour. Die sechste Saison begann am 16. Oktober 2009 und endete am 15. Oktober 2010.
Die Eintagesrennen und Etappenrennen der UCI Europe Tour sind in drei Kategorien (HC, 1 und 2) eingeteilt. Bei jedem Rennen werden Punkte für eine Wertung vergeben. An der Wertung der UCI Europe Tour nehmen die Professional Continental Teams und die Continental Teams teil. An den einzelnen Rennen können auch UCI ProTeams teilnehmen.

## Gesamtstand
(Endstand: 17. Oktober 2010)
| Platz | Fahrer                 |             | Punkte |
| ----- | ---------------------- | ----------- | ------ |
| 1.    | Giovanni Visconti      | Italien     | 787    |
| 2.    | Stefan van Dijk        | Niederlande | 653    |
| 3.    | Riccardo Riccò         | Italien     | 569    |
| 4.    | Domenico Pozzovivo     | Italien     | 493    |
| 5.    | Romain Feillu          | Frankreich  | 482    |
| 6.    | Marco Marcato          | Italien     | 457    |
| 7.    | Jens Keukeleire *      | Belgien     | 378    |
| 8.    | Sergio Pardilla        | Spanien     | 363    |
| 9.    | Francisco José Ventoso | Spanien     | 361    |
| 10.   | Enrico Rossi           | Italien     | 360    |
| 11.   | Cédric Pineau          | Frankreich  | 341    |
| 12.   | Pierrick Fédrigo       | Frankreich  | 324    |
| 13.   | Michele Scarponi       | Italien     | 323    |
| 14.   | Jérôme Coppel          | Frankreich  | 315    |
| 15.   | Leonardo Bertagnolli   | Italien     | 308,4  |
| 16.   | Kenny van Hummel       | Niederlande | 307    |
| 17.   | Matteo Carrara         | Italien     | 289,2  |
| 18.   | Jacek Morajko          | Polen       | 275    |
| 19.   | Luca Paolini           | Italien     | 270    |
| 20.   | Samuel Dumoulin        | Frankreich  | 268    |
| 38.   | Steffen Radochla       | Deutschland | 214    |
| 108.  | Jempy Drucker          | Luxemburg   | 123    |
| 132.  | Nicolas Schnyder       | Schweiz     | 105    |
| 236.  | Daniel Schorn *        | Osterreich  | 63     |

| Platz | Team                         |                        | Punkte |
| ----- | ---------------------------- | ---------------------- | ------ |
| 1.    | Vacansoleil                  | Niederlande            | 2624,4 |
| 2.    | Saur-Sojasun                 | Frankreich             | 1564   |
| 3.    | ISD-Neri                     | Italien                | 1503,2 |
| 4.    | Cofidis                      | Frankreich             | 1481   |
| 5.    | CarmioOro NGC                | Vereinigtes Konigreich | 1423   |
| 6.    | Androni Giocattoli           | Italien                | 1184   |
| 7.    | Colnago-CSF Inox             | Irland                 | 1158   |
| 8.    | Topsport Vlaanderen          | Belgien                | 1141   |
| 9.    | Verandas Willems             | Belgien                | 1089   |
| 10.   | Skil-Shimano                 | Niederlande            | 1072   |
| 11.   | Bretagne-Schuller            | Frankreich             | 1045   |
| 12.   | Bbox Bouygues Télécom        | Frankreich             | 970    |
| 13.   | De Rosa-Stac Plastic         | Irland                 | 907    |
| 14.   | Ceramica Flaminia            | Irland                 | 771    |
| 15.   | Roubaix Lille Métropole      | Frankreich             | 768    |
| 16.   | Itera-Katusha                | Russland               | 757    |
| 17.   | Cervélo TestTeam             | Schweiz                | 741    |
| 18.   | Rabobank Continental         | Niederlande            | 719    |
| 19.   | Landbouwkrediet              | Belgien                | 714    |
| 20.   | Miche                        | Italien                | 660    |
| 27.   | Team Nutrixxion Sparkasse    | Deutschland            | 487    |
| 32.   | Continental Team Differdange | Luxemburg              | 388    |
| 67.   | Vorarlberg-Corratec          | Osterreich             | 133    |

| Platz | Nation      | Punkte |
| ----- | ----------- | ------ |
| 1.    | Italien     | 4166,6 |
| 2.    | Frankreich  | 3000,4 |
| 3.    | Spanien     | 2426,8 |
| 4.    | Niederlande | 2267,2 |
| 5.    | Belgien     | 1989   |
| 6.    | Deutschland | 1720,2 |
| 7.    | Slowenien   | 1551   |
| 8.    | Polen       | 1390   |
| 9.    | Russland    | 1278   |
| 10.   | Portugal    | 775    |
| 11.   | Ukraine     | 706    |
| 12.   | Bulgarien   | 698    |
| 13.   | Litauen     | 680    |
| 14.   | Norwegen    | 668    |
| 15.   | Dänemark    | 650    |
| 16.   | Tschechien  | 608    |
| 17.   | Kroatien    | 548    |
| 18.   | Estland     | 469    |
| 19.   | Irland      | 433,66 |
| 20.   | Schweiz     | 423,4  |
| 22.   | Österreich  | 385    |
| 31.   | Luxemburg   | 173    |

| Platz | Nation (U23)   | Punkte |
| ----- | -------------- | ------ |
| 1.    | Belgien        | 1299   |
| 2.    | Italien        | 1140   |
| 3.    | Niederlande    | 1018   |
| 4.    | Frankreich     | 834    |
| 5.    | Deutschland    | 638    |
| 6.    | Slowenien      | 585    |
| 7.    | Polen          | 362    |
| 8.    | Litauen        | 235    |
| 9.    | Russland       | 223    |
| 10.   | Belarus        | 213    |
| 11.   | Lettland       | 179    |
| 12.   | Dänemark       | 163    |
| 13.   | Portugal       | 160    |
| 14.   | Spanien        | 144    |
| 15.   | Großbritannien | 135    |
| 16.   | Rumänien       | 112    |
| 17.   | Norwegen       | 111    |
| 18.   | Österreich     | 103    |
| 19.   | Türkei         | 97     |
| 20.   | Moldau         | 91     |
| 25.   | Schweiz        | 47     |

* U23-Fahrer

## Rennkalender

### Oktober 2009
|     |            | Rennen                   | Kat. |            | Sieger              | Team     |
| --- | ---------- | ------------------------ | ---- | ---------- | ------------------- | -------- |
| 18. | Frankreich | Chrono des Nations       | 1.1  | Kasachstan | Alexander Winokurow | Astana   |
| 18. | Frankreich | Chrono des Nations (U23) | 1.2U | Frankreich | Romain Lemarchand   | Auber 93 |

### Januar
|        |            | Rennen                                  | Kat. |            | Sieger           | Team                 |
| ------ | ---------- | --------------------------------------- | ---- | ---------- | ---------------- | -------------------- |
| 30.–2. | Italien    | Giro della Provincia di Reggio Calabria | 2.1  | Italien    | Matteo Montaguti | De Rosa-Stac Plastic |
| 31.    | Frankreich | Grand Prix de la Marseillaise           | 1.1  | Frankreich | Jonathan Hivert  | Saur-Sojasun         |

### Februar
|         |            | Rennen                           | Kat. |             | Sieger              | Team                          |
| ------- | ---------- | -------------------------------- | ---- | ----------- | ------------------- | ----------------------------- |
| 3.–7.   | Frankreich | Étoile de Bessèges               | 2.1  | Frankreich  | Samuel Dumoulin     | Cofidis                       |
| 6.      | Italien    | Gran Premio Costa degli Etruschi | 1.1  | Italien     | Alessandro Petacchi | Lampre-Farnese Vini           |
| 7.      | Spanien    | Trofeo Palma de Mallorca         | 1.1  | Australien  | Robbie McEwen       | Katjuscha                     |
| 8.      | Spanien    | Trofeo Cala Millor               | 1.1  | Spanien     | Óscar Freire        | Rabobank                      |
| 9.      | Spanien    | Trofeo Inca                      | 1.1  | Deutschland | Linus Gerdemann     | Team Milram                   |
| 10.     | Spanien    | Trofeo Deià                      | 1.1  | Portugal    | Rui Costa           | Caisse d’Epargne              |
| 10.–14. | Frankreich | Tour Méditerranéen               | 2.1  | Spanien     | Alejandro Valverde  | Caisse d’Epargne              |
| 11.     | Spanien    | Trofeo Magaluf-Palmanova         | 1.1  | Deutschland | André Greipel       | Team HTC-Columbia             |
| 12.–14. | Italien    | Giro della Provincia di Grosseto | 2.1  |             | abgesagt            |                               |
| 17.–21. | Portugal   | Volta ao Algarve                 | 2.1  | Spanien     | Alberto Contador    | Astana                        |
| 20.     | Italien    | Trofeo Laigueglia                | 1.1  | Italien     | Francesco Ginanni   | Androni Giocattoli            |
| 20.–21. | Frankreich | Tour du Haut Var                 | 2.1  | Frankreich  | Christophe Le Mével | Française des Jeux            |
| 21.–25. | Spanien    | Ruta del Sol                     | 2.1  | Australien  | Michael Rogers      | Team HTC-Columbia             |
| 23.–27. | Italien    | Giro di Sardegna                 | 2.1  | Tschechien  | Roman Kreuziger     | Liquigas-Doimo                |
| 26.–28. | Frankreich | Les 3 Jours de Vaucluse          | 2.2  |             | abgesagt            |                               |
| 27.     | Schweiz    | Gran Premio dell'Insubria-Lugano | 1.1  | Frankreich  | Samuel Dumoulin     | Cofidis                       |
| 27.     | Italien    | Coppa San Geo                    | 1.2  |             | abgesagt            |                               |
| 27.     | Belgien    | Beverbeek Classic                | 1.2  | Belgien     | Yannick Eijssen     | Team PWS Eijssen-Kempen       |
| 27.     | Belgien    | Omloop Het Nieuwsblad            | 1.HC | Spanien     | Juan Antonio Flecha | Sky Professional Cycling Team |
| 28.     | Frankreich | Les Boucles du Sud Ardèche       | 1.1  | Frankreich  | Christophe Riblon   | Ag2r La Mondiale              |
| 28.     | Spanien    | Clásica de Almería               | 1.1  | Niederlande | Theo Bos            | Cervélo TestTeam              |
| 28.     | Belgien    | Kuurne–Brüssel–Kuurne            | 1.1  | Niederlande | Bobbie Traksel      | Vacansoleil                   |
| 28.     | Schweiz    | Grand Prix di Lugano             | 1.1  | Italien     | Roberto Ferrari     | De Rosa-Stac Plastic          |
| 28.     | Italien    | Classica Sarda Olbia-Pantogia    | 1.1  | Italien     | Giovanni Visconti   | ISD-Neri                      |

### März
|         |             | Rennen                                      | Kat.   |                        | Sieger             | Team                      |
| ------- | ----------- | ------------------------------------------- | ------ | ---------------------- | ------------------ | ------------------------- |
| 3.      | Belgien     | Le Samyn                                    | 1.1    | Belgien                | Jens Keukeleire    | Cofidis                   |
| 3.      | Italien     | Giro del Friuli                             | 1.1    | Italien                | Roberto Ferrari    | De Rosa-Stac Plastic      |
| 3.–7.   | Spanien     | Vuelta a Murcia                             | 2.1    | Tschechien             | František Raboň    | Team HTC-Columbia         |
| 5.–7.   | Belgien     | Driedaagse van West-Vlaanderen              | 2.1    | Belgien                | Jens Keukeleire    | Cofidis                   |
| 6.      | Italien     | Strade Bianche                              | 1.1    | Kasachstan             | Maxim Iglinski     | Astana                    |
| 6.      | Belgien     | De Vlaamse Pijl                             | 1.2    | Neuseeland             | Clinton Avery      | PWS Eijssen Cycling Team  |
| 7.      | Italien     | Trofeo Zssdi                                | 1.2    | Slowenien              | Marko Kump         | Adria Mobil               |
| 7.      | Frankreich  | Grand Prix de Lillers                       | 1.2    | Frankreich             | Benoît Daeninck    | Roubaix Lille Métropole   |
| 14.     | Italien     | Trofeo Franco Balestra                      | 1.2    | Russland               | Alexander Mironow  | Itera-Katjuscha           |
| 14.     | Schweiz     | Giro del Mendrisiotto                       | 1.2    |                        | abgesagt           |                           |
| 14.     | Frankreich  | Paris–Troyes                                | 1.2    | Frankreich             | Cédric Pineau      | Roubaix Lille Métropole   |
| 14.     | Belgien     | Omloop van het Waasland                     | 1.2    | Frankreich             | Denis Flahaut      | ISD Continental Team      |
| 14.     | Kroatien    | Poreč Trophy                                | 1.2    | Slowenien              | Matej Gnezda       | Adria Mobil               |
| 17.     | Belgien     | Nokere Koerse                               | 1.1    | Belgien                | Jens Keukeleire    | Cofidis                   |
| 18.–21. | Kroatien    | Istrian Spring Trophy                       | 2.2    | Slowenien              | Robert Vrečer      | Perutnina Ptuj            |
| 20.     | Frankreich  | Classic Loire Atlantique                    | 1.2    | Frankreich             | Laurent Mangel     | Besson Chaussures-Sojasun |
| 21.     | Niederlande | Ronde van het Groene Hart                   | 1.1    | Niederlande            | Jens Mouris        | Vacansoleil               |
| 21.     | Frankreich  | Grand Prix Cholet-Pays de la Loire          | 1.1    | Kolumbien              | Leonardo Duque     | Cofidis                   |
| 21.     | Italien     | Gran Premio San Giuseppe                    | 1.2    | Italien                | Enrico Battaglin   | Zalf Désirée Fior         |
| 21.     | Frankreich  | La Roue Tourangelle                         | 1.2    | Frankreich             | Yann Guyot         | Sojasun AC Noyal C        |
| 22.–28. | Frankreich  | Tour de Normandie                           | 2.2    | Niederlande            | Ronan van Zandbeek | Van Vliet EBH Elshof      |
| 23.–27. | Italien     | Settimana Internazionale di Coppi e Bartali | 2.1    | Italien                | Ivan Santaromita   | Liquigas-Doimo            |
| 24.     | Belgien     | Dwars door Vlaanderen                       | 1.1    | Danemark               | Matti Breschel     | Team Saxo Bank            |
| 26.–28. | Portugal    | Grand Prix du Portugal                      | 2.Ncup | Niederlande            | Tom Dumoulin       | Niederlande               |
| 27.     | Belgien     | E3 Prijs Vlaanderen                         | 1.HC   | Schweiz                | Fabian Cancellara  | Team Saxo Bank            |
| 27.–28. | Frankreich  | Critérium International                     | 2.HC   | Frankreich             | Pierrick Fédrigo   | Bbox Bouygues Télécom     |
| 30.–1.  | Belgien     | Driedaagse van De Panne-Koksijde            | 2.HC   | Vereinigtes Konigreich | David Millar       | Garmin-Transitions        |
| 31.–4.  | Portugal    | Volta ao Alentejo                           | 2.1    | Spanien                | David Blanco       | Palmeiras Resort-Tavira   |
| 31.–5.  | Italien     | Settimana Ciclistica Lombarda               | 2.1    | Italien                | Michele Scarponi   | Androni Giocattoli        |

### April
|         |                         | Rennen                                                  | Kat.   |                    | Sieger                | Team                               |
| ------- | ----------------------- | ------------------------------------------------------- | ------ | ------------------ | --------------------- | ---------------------------------- |
| 2.      | Frankreich              | Route Adélie de Vitré                                   | 1.1    | Frankreich         | Cyril Gautier         | Bbox Bouygues Télécom              |
| 2.–3.   | Frankreich              | La Boucle de l’Artois                                   | 2.2    |                    | auf NE herabgestuft   |                                    |
| 2.–4.   | Belgien                 | Le Triptyque des Monts et Châteaux                      | 2.2    | Niederlande        | Jetse Bol             | Rabobank Continental               |
| 3.      | Niederlande             | Hel van het Mergelland                                  | 1.1    | Frankreich         | Yann Huguet           | Bbox Bouygues Télécom              |
| 3.      | Spanien                 | Gran Premio Miguel Induráin                             | 1.HC   | Spanien            | Joaquim Rodríguez     | Team Katjuscha                     |
| 4.      | Frankreich              | Flèche d’Emeraude                                       | 1.1    |                    | abgesagt              |                                    |
| 4.      | Frankreich              | Grand Prix International de la ville de Nogent-sur-Oise | 1.2    | Litauen            | Vytautas Kaupas       | Continental Team Differdange       |
| 4.      | Italien                 | Trofeo Banca Popolare                                   | 1.2U   | Italien            | Andrea Pasqualon      | Zalf Désirée Fior                  |
| 5.      | Deutschland             | Rund um Köln                                            | 1.1    | Argentinien        | Juan José Haedo       | Team Saxo Bank                     |
| 5.      | Italien                 | Giro del Belvedere                                      | 1.2U   | Belarus 1995       | Sjarhej Papok         | San Marco Concrete Imet Caneva     |
| 6.      | Italien                 | Gran Premio Palio del Recioto                           | 1.2U   | Slowenien          | Blaž Furdi            | Slowenien                          |
| 6.–9.   | Frankreich              | Circuit Cycliste Sarthe                                 | 2.1    | Spanien            | Luis León Sánchez     | Caisse d’Epargne                   |
| 7.      | Belgien                 | Scheldeprijs                                            | 1.HC   | Vereinigte Staaten | Tyler Farrar          | Garmin-Transitions                 |
| 8.      | Belgien                 | Grand Prix Pino Cerami                                  | 1.1    | Slowenien          | Jure Kocjan           | CarmioOro NGC                      |
| 8.–11.  | Spanien                 | Cinturón Ciclista a Mallorca                            | 2.2    | Spanien            | Sergio Mantecón       | Hosteleria de Cañete-Nagares       |
| 9.–11.  | Frankreich              | Circuit des Ardennes                                    | 2.2    | Russland           | Michail Antonow       | Itera-Katjuscha                    |
| 10.     | Niederlande             | Ronde van Drenthe                                       | 1.1    | Italien            | Alberto Ongarato      | Vacansoleil                        |
| 10.     | Italien                 | Trofeo Edil C                                           | 1.2    | Italien            | Massimo Graziato      | Trevigiani Bottoli                 |
| 10.     | Belgien                 | Ronde van Vlaanderen (U23)                              | 1.Ncup | Slowenien          | Marko Kump            | Slowenien                          |
| 11.–18. | Turkei                  | Presidential Cycling Tour of Turkey                     | 2.HC   | Italien            | Giovanni Visconti     | ISD-Neri                           |
| 11.     | Niederlande             | Dwars door Drenthe                                      | 1.1    | Italien            | Enrico Rossi          | Ceramica Flaminia                  |
| 11.     | Spanien                 | Klasika Primavera                                       | 1.1    | Spanien            | Samuel Sánchez        | Euskaltel-Euskadi                  |
| 13.     | Frankreich              | Paris–Camembert                                         | 1.1    | Frankreich         | Sébastien Minard      | Cofidis                            |
| 14.     | Belgien                 | Brabantse Pijl                                          | 1.1    | Belgien            | Sébastien Rosseler    | Team RadioShack                    |
| 14.     | Frankreich              | La Côte Picarde                                         | 1.Ncup | Russland           | Wjatscheslaw Kusnezow | Russland                           |
| 14.–18. | Spanien                 | Vuelta a Castilla y León 2010                           | 2.1    | Spanien            | Alberto Contador      | Astana                             |
| 14.–18. | Frankreich              | Tour du Loir-et-Cher                                    | 2.2    | Russland           | Michail Antonow       | Itera-Katjuscha                    |
| 15.     | Frankreich              | Grand Prix de Denain                                    | 1.1    | Frankreich         | Denis Flahaut         | ISD Continental Team               |
| 16.–18. | Spanien                 | Vuelta a Aragón                                         | 2.2    |                    | abgesagt              |                                    |
| 17.     | Frankreich              | Tour du Finistère                                       | 1.1    | Frankreich         | Florian Vachon        | Bretagne-Schuller                  |
| 17.     | Belgien                 | Lüttich–Bastogne–Lüttich Espoirs                        | 1.2U   | Litauen            | Ramūnas Navardauskas  | VC La Pomme Marseille              |
| 17.     | Niederlande             | ZLM Tour                                                | 1.Ncup | Kasachstan         | Arman Kamyschew       | Kasachstan                         |
| 18.     | Frankreich              | Tro-Bro Léon                                            | 1.1    | Frankreich         | Jérémy Roy            | Française des Jeux                 |
| 18.     | Belgien                 | Zellik-Galmaarden                                       | 1.2    | Niederlande        | Coen Vermeltfoort     | Rabobank Continental               |
| 18.     | Deutschland             | Rund um Düren                                           | 1.2    | Deutschland        | Sven Krauß            | Team Halanke.de-Öschelbronn        |
| 18.     | Ukraine                 | Grand Prix of Donetsk                                   | 1.2    | Ukraine            | Witalij Popkow        | ISD Continental Team               |
| 20.–23. | Italien                 | Giro del Trentino                                       | 2.1    | Kasachstan         | Alexander Winokurow   | Astana                             |
| 20.–24. | Spanien                 | Vuelta a Extremadura                                    | 2.2    |                    | abgesagt              |                                    |
| 21.–25. | Russland                | Grand Prix of Adygeya                                   | 2.2    | Ukraine            | Witalij Popkow        | ISD Continental Team               |
| 23.     | Bosnien und Herzegowina | Banja Luka-Belgrade I                                   | 1.2    | Slowenien          | Jure Zrimšek          | Sava                               |
| 24.     | Spanien                 | Gran Premio Llodio                                      | 1.1    | Spanien            | Ángel Vicioso         | Andalucía-Cajasur                  |
| 24.     | Niederlande             | Arno Wallaard Memorial                                  | 1.2    | Niederlande        | Stefan van Dijk       | Verandas Willems                   |
| 23.     | Serbien                 | Banja Luka-Belgrade II                                  | 1.2    | Slowenien          | Matej Marin           | Perutnina Ptuj                     |
| 25.     | Spanien                 | Vuelta a la Rioja                                       | 1.1    | Spanien            | Ángel Vicioso         | Andalucía-Cajasur                  |
| 25.     | Italien                 | Giro dell’Appennino                                     | 1.1    | Kroatien           | Robert Kišerlovski    | Liquigas-Doimo                     |
| 25.     | Niederlande             | Ronde van Noord-Holland                                 | 1.2    | Deutschland        | Robert Wagner         | Skil-Shimano                       |
| 25.     | Frankreich              | Paris-Mantes-en-Yvelines                                | 1.2    | Frankreich         | Yohann Bagot          | VC La Pomme Marseille              |
| 25.     | Vereinigtes Konigreich  | East Midlands International Cicle Classic               | 1.2    | Danemark           | Michael Berling       | Glud & Marstrand-LRØ Rådgivning    |
| 25.     | Italien                 | Gran Premio della Liberazione                           | 1.2U   | Slowenien          | Jan Tratnik           | Slowenien                          |
| 25.–1.  | Frankreich              | Tour de Bretagne                                        | 2.2    | Frankreich         | Franck Bouyer         | Bbox Bouygues Télécom              |
| 26.–27. | Italien                 | Giro delle Regioni                                      | 2.Ncup | Italien            | Enrico Battaglin      | Italien B                          |
| 27.     | Spanien                 | Subida al Naranco                                       | 1.1    | Spanien            | Santiago Pérez        | Centro Ciclismo de Loulé-Louletano |
| 28.–2.  | Spanien                 | Vuelta a Asturias                                       | 2.1    | Spanien            | Constantino Zaballa   | Centro Ciclismo de Loulé-Louletano |
| 29.–30. | Montenegro              | The Paths of King Nikola                                | 2.2    | Bulgarien          | Wladimir Koew         | Hemus 1896-Vivelo                  |

### Mai
|         |              | Rennen                                           | Kat. |                        | Sieger               | Team                                     |
| ------- | ------------ | ------------------------------------------------ | ---- | ---------------------- | -------------------- | ---------------------------------------- |
| 1.      | Polen        | Memoriał Andrzeja Trochanowskiego                | 1.2  | Deutschland            | André Schulze        | PSK Whirlpool-Author                     |
| 1.      | Belgien      | Grote 1-Mei Prijs                                | 1.2  | Belgien                | Jan Kuyckx           | Qin Cycling Team                         |
| 1.      | Deutschland  | Rund um den Finanzplatz Eschborn-Frankfurt       | 1.HC | Deutschland            | Fabian Wegmann       | Team Milram                              |
| 1.      | Deutschland  | Rund um den Finanzplatz Eschborn-Frankfurt (U23) | 1.2U | Deutschland            | Tino Thömel          | KED-Bianchi Team Berlin                  |
| 1.      | Danemark     | Grand Prix Herning                               | 1.1  | Danemark               | Alex Rasmussen       | Team Saxo Bank                           |
| 1.      | Russland     | Mayor Cup                                        | 1.2  | Serbien                | Žolt Der             | Partizan Srbija                          |
| 1.      | Italien      | Gran Premio Industria & Artigianato              | 1.1  | Italien                | Daniele Ratto        | CarmioOro NGC                            |
| 1.      | Niederlande  | Ronde van Overijssel                             | 1.2  | Niederlande            | Job Vissers          | Skil-Shimano                             |
| 2.      | Russland     | Memorial of Oleg Dyachenko                       | 1.2  | Russland               | Alexander Mironow    | Itera-Katusha                            |
| 2.      | Frankreich   | Trophée des Grimpeurs                            | 1.1  |                        | abgesagt             |                                          |
| 2.      | Italien      | Giro di Toscana                                  | 1.1  |                        | abgesagt             |                                          |
| 2.      | Italien      | Circuito del Porto                               | 1.2  | Italien                | Marco Amicabile      | Delio Gallina S. Inox ASD                |
| 3.      | Russland     | Grand Prix of Moscow                             | 1.2  | Serbien                | Esad Hasanović       | Partizan Srbija                          |
| 5.–9.   | Frankreich   | Quatre Jours de Dunkerque                        | 2.HC | Schweiz                | Martin Elmiger       | Ag2r La Mondiale                         |
| 5.–9.   | Russland     | Five Rings of Moscow                             | 2.2  | Russland               | Sergei Firsanow      | Centr Letnih Vidov Sporta                |
| 6.–9.   | Frankreich   | Tour du Haut Anjou                               | 2.2U |                        | abgesagt             |                                          |
| 6.–9.   | Griechenland | Tour of Halkidiki                                | 2.2  |                        | abgesagt             |                                          |
| 7.–9.   | Polen        | Szlakiem Grodòw Piastowskich                     | 2.1  | Polen                  | Marek Rutkiewicz     | Mróz Active Jet                          |
| 8.      | Schweden     | Scandinavian Race Uppsala                        | 1.2  | Danemark               | Philip Nielsen       | Team Concordia Forsikring-Himmerland     |
| 9.      | Italien      | Grand Premio Industrie del Marmo                 | 1.2  | Italien                | Tomas Alberio        | UC Trevigiani Dynamon Bottoli            |
| 9.      | Niederlande  | Omloop der Kempen                                | 1.2  | Niederlande            | Stefan van Dijk      | Verandas Willems                         |
| 12.     | Niederlande  | Batavus Prorace                                  | 1.1  | Deutschland            | Markus Eichler       | Team Milram                              |
| 12.–16. | Luxemburg    | Flèche du Sud                                    | 2.2  | Danemark               | Lasse Bøchman        | Glud & Marstrand-LRØ Rådgivning          |
| 13.–16. | Frankreich   | Rhône-Alpes Isère Tour                           | 2.2  | Frankreich             | Jérôme Coppel        | Saur-Sojasun                             |
| 13.–16. | Portugal     | Grand Prix Paredes Rota dos Móveis               | 2.2  |                        | auf NE herabgestuft  |                                          |
| 14.–16. | Frankreich   | Tour de Picardie                                 | 2.1  | Vereinigtes Konigreich | Ben Swift            | Sky Professional Cycling Team            |
| 16.     | Polen        | Grand Prix Jasnej Góry-Czestochowa               | 1.2  | Ukraine                | Witalij Popkow       | ISD Continental Team                     |
| 16.     | Italien      | Coppa Città di Lonigo                            | 1.2U | Italien                | Matteo Trentin       | Team Marchiol-Pasta Montegrappa-Orogildo |
| 17.–23. | Niederlande  | Olympia’s Tour                                   | 2.2  | Vereinigte Staaten     | Taylor Phinney       | Trek Livestrong U23                      |
| 19.–23. | Frankreich   | Circuit de Lorraine                              | 2.1  | Italien                | Fabio Felline        | Footon-Servetto                          |
| 20.–23. | Frankreich   | Ronde de l’Isard                                 | 2.2U | Belgien                | Yannick Eijssen      | PWS Eijssen Cycling Team                 |
| 21.–24. | Deutschland  | Tour de Berlin                                   | 2.2U | Niederlande            | Marc Goos            | Cyclingteam Jo Piels                     |
| 23.     | Deutschland  | Neuseen Classics – Rund um die Braunkohle        | 1.1  | Deutschland            | Roger Kluge          | Team Milram                              |
| 23.     | Niederlande  | Tour de Rijke                                    | 1.1  |                        | abgesagt             |                                          |
| 23.–30. | Irland       | FBD Insurance RÁS                                | 2.2  | Schweden               | Alexander Wetterhall | Team Sprocket                            |
| 26.–30. | Belgien      | Belgien-Rundfahrt                                | 2.HC | Belgien                | Stijn Devolder       | Quick Step                               |
| 26.–30. | Deutschland  | Bayern-Rundfahrt                                 | 2.HC | Belgien                | Maxime Monfort       | Team HTC-Columbia                        |
| 28.     | Estland      | Tallinn-Tartu Grand Prix                         | 1.1  | Frankreich             | Denis Flahaut        | ISD Continental Team                     |
| 28.–30. | Frankreich   | Tour de Gironde                                  | 2.2  | Frankreich             | Julien Belgy         | Vendée U                                 |
| 28.–31. | Turkei       | Tour of Trakya                                   | 2.2  | Bulgarien              | Stefan Christow      | Brisaspor                                |
| 29.     | Slowakei     | Grand Prix Hydraulika Mikolášek                  | 1.2  | Tschechien             | Alois Kaňkovský      | ASC Dukla Praha                          |
| 29.     | Frankreich   | Grand Prix de Plumelec-Morbihan                  | 1.1  | Australien             | Wesley Sulzberger    | Française des Jeux                       |
| 29.     | Estland      | SEB Tartu Grand Prix                             | 1.1  | Estland                | Tanel Kangert        | Estland                                  |
| 29.     | Slowenien    | Grand Prix Kranj                                 | 1.1  | Slowenien              | Matej Gnezda         | Adria Mobil                              |
| 30.     | Norwegen     | Rogaland Grand Prix                              | 1.2  | Ukraine                | Witalij Popkow       | ISD Continental Team                     |
| 30.     | Frankreich   | Boucles de l’Aulne                               | 1.1  | Frankreich             | Jean-Luc Delpech     | Bretagne-Schuller                        |
| 30.     | Frankreich   | Paris–Roubaix (U23)                              | 1.2U | Vereinigte Staaten     | Taylor Phinney       | Trek Livestrong U23                      |
| 30.     | Italien      | Trofeo Città di San Vendemiano                   | 1.2U | Italien                | Stefano Agostini     | Zalf Désirée Fior                        |

### Juni
|         |             | Rennen                                           | Kat. |                    | Sieger              | Team                                |
| ------- | ----------- | ------------------------------------------------ | ---- | ------------------ | ------------------- | ----------------------------------- |
| 1.–9.   | Niederlande | Dwars door Nederland                             | 2.2  |                    | abgesagt            |                                     |
| 2.      | Italien     | Trofeo Alcide Degasperi                          | 1.2  | Italien            | Sonny Colbrelli     | Zalf Désirée Fior                   |
| 2.–6.   | Norwegen    | Ringerike Grand Prix                             | 2.2  | Norwegen           | Christer Rake       | Joker Bianchi                       |
| 2.–6.   | Luxemburg   | Luxemburg-Rundfahrt                              | 2.HC | Italien            | Matteo Carrara      | Vacansoleil                         |
| 5.–12.  | Rumänien    | Tour of Romania                                  | 2.2  | Bulgarien          | Wladimir Koew       | Hemus 1896-Vivelo                   |
| 6.      | Belgien     | Memorial Philippe Van Coningsloo                 | 1.2  | Belgien            | Dries Hollanders    | PWS Eijssen Cycling Team            |
| 6.      | Italien     | Coppa della Pace                                 | 1.2  | Italien            | Fabio Piscopiello   | Vega Prefabbricati Montappone       |
| 6.      | Schweiz     | Grosser Preis des Kantons Aargau                 | 1.HC | Belgien            | Kristof Vandewalle  | Topsport Vlaanderen-Mercator        |
| 7.      | Italien     | Coppa Colli Briantei Internazionale              | 1.2  |                    | auf NE herabgestuft |                                     |
| 8.–13.  | Spanien     | Volta Ciclista Continental                       | 2.2  |                    | abgesagt            |                                     |
| 8.–15.  | Spanien     | Circuito Montañés                                | 2.2  | Kolumbien          | Fabio Duarte        | Café de Colombia-Colombia es Pasión |
| 9.–13.  | Polen       | Carpathian Couriers Path                         | 2.2U | Polen              | Adrian Honkisz      | Polen                               |
| 10.     | Ungarn      | Balaton Bike Fest                                | 1.2  |                    | abgesagt            |                                     |
| 10.–13. | Portugal    | Volta ao Alentejo                                | 2.2  | Spanien            | David Blanco        | Palmeiras Resort-Tavira             |
| 10.–13. | Frankreich  | Ronde de l’Oise                                  | 2.2  | Frankreich         | Steven Tronet       | Roubaix Lille Métropole             |
| 11.–13. | Niederlande | Delta Tour Zeeland                               | 2.1  | Vereinigte Staaten | Tyler Farrar        | Garmin-Transitions                  |
| 11.–13. | Osterreich  | Oberösterreichrundfahrt                          | 2.2  | Tschechien         | Leopold König       | PSK Whirlpool-Author                |
| 11.–20. | Italien     | Giro Ciclistico d’Italia                         | 2.2  | Kolumbien          | Carlos Betancur     | Kolumbien                           |
| 13.     | Frankreich  | Val d’Ille U Classic 35                          | 1.2  | Frankreich         | Jimmy Casper        | Saur-Sojasun                        |
| 14.–20. | Serbien     | Serbien-Rundfahrt                                | 2.2  | Italien            | Luca Ascani         | CDC-Cavaliere                       |
| 15.–20. | Deutschland | Thüringen-Rundfahrt                              | 2.2U | Deutschland        | John Degenkolb      | Thüringer Energie Team              |
| 16.–20. | Niederlande | Ster Elektrotoer                                 | 2.1  | Australien         | Adam Hansen         | Team HTC-Columbia                   |
| 17.–19. | Polen       | Tour of Małopolska                               | 2.2  | Polen              | Jacek Morajko       | Mróz Active Jet                     |
| 17.–20. | Slowenien   | Tour de Slovénie                                 | 2.1  | Italien            | Vincenzo Nibali     | Liquigas-Doimo                      |
| 17.–20. | Frankreich  | Route du Sud                                     | 2.1  | Frankreich         | David Moncoutié     | Cofidis                             |
| 17.–20. | Frankreich  | Boucles de la Mayenne                            | 2.2  | Frankreich         | Jérémie Galland     | Saur-Sojasun                        |
| 17.–20. | Frankreich  | Tour des Pays de Savoie                          | 2.2  | Schweiz            | Nicolas Schnyder    | Price-Custom Bikes                  |
| 18.–20. | Deutschland | Mainfranken-Tour                                 | 2.2U | Niederlande        | Marc Goos           | Cyclingteam Jo Piels                |
| 19.     | Italien     | G.P. Nobili Rubinetterie – Coppa Papà Carlo      | 1.1  | Italien            | Gianluca Brambilla  | Colnago-CSF Inox                    |
| 20.     | Italien     | G.P. Nobili Rubinetterie – Coppa Città di Stresa | 1.1  | Italien            | Oscar Gatto         | ISD-Neri                            |
| 20.     | Osterreich  | Raiffeisen Grand Prix                            | 1.2  | Osterreich         | Matthias Brändle    | Österreich                          |
| 20.     | Belgien     | Flèche Ardennaise                                | 1.2  | Belgien            | Thomas Degand       | Verandas Willems                    |
| 23.     | Belgien     | Halle–Ingooigem                                  | 1.1  | Belgien            | Jurgen Van De Walle | Quick Step                          |
| 30.     | Belgien     | Internationale Wielertrofee Jong Maar Moedig     | 1.2  | Belgien            | Sven Jodts          | Beveren 2000-Quick Step             |
| 30.–4.  | Polen       | Course de la Solidarité Olympique                | 2.1  | Polen              | Jacek Morajko       | Mróz Active Jet                     |

### Juli
|         |             | Rennen                                       | Kat. |                        | Sieger                 | Team                          |
| ------- | ----------- | -------------------------------------------- | ---- | ---------------------- | ---------------------- | ----------------------------- |
| 3.      | Schweiz     | Tour du Jura                                 | 1.2  |                        | abgesagt               |                               |
| 3.      | Belgien     | Omloop Het Nieuwsblad (U23)                  | 1.2U | Belgien                | Jarl Salomein          | Beveren 2000-Quick Step       |
| 4.      | Belgien     | Dwars door het Hageland                      | 1.2  | Belgien                | Frédéric Amorison      | Landbouwkrediet               |
| 4.      | Italien     | Giro Valli Aretine                           | 1.2  | Italien                | Henry Frusto           | Scap Prefabbricati Foresi     |
| 4.–11.  | Osterreich  | Österreich-Rundfahrt                         | 2.HC | Italien                | Riccardo Riccò         | Ceramica Flaminia             |
| 6.      | Italien     | Trofeo Città di Brescia                      | 1.2  | Italien                | Manuele Boaro          | Trevigiani Dynamon Bottoli    |
| 7.–11.  | Portugal    | Grande Prémio Internacional de Torres Vedras | 2.2  | Portugal               | Cândido Barbosa        | Palmeiras Resort-Tavira       |
| 11.     | Italien     | Giro del Medio Brenta                        | 1.2  | Italien                | Luigi Miletta          | Gragnano Sporting Club        |
| 11.     | Belgien     | Grote Prijs van de Stad Geel                 | 1.2  | Belgien                | Timothy Dupont         | Jong Vlaanderen-Bauknecht     |
| 11.     | Frankreich  | Grand Prix de Pont-à-Marcq                   | 1.2  | Deutschland            | Frank Dressler-Lehnhof | Continental Team Differdange  |
| 16.     | Turkei      | U23-Europameisterschaft – Zeitfahren         | CC   | Vereinigtes Konigreich | Alex Dowsett           | Großbritannien                |
| 17.     | Italien     | Cronoscalata Gardone V.T.                    | 1.2  |                        | abgesagt               |                               |
| 17.–18. | Spanien     | Vuelta a la Comunidad de Madrid              | 2.1  | Spanien                | Sergio Pardilla        | CarmioOro NGC                 |
| 17.     | Frankreich  | Trophée des Champions                        | 1.2  |                        | abgesagt               |                               |
| 18.     | Italien     | Giro del Casetino                            | 1.2  | Italien                | Andrea Pasqualon       | Zalf Désirée Fior             |
| 18.     | Frankreich  | Grand Prix Cristal Energie                   | 1.2  | Frankreich             | Lilian Jégou           | Bretagne-Schuller             |
| 18.     | Turkei      | U23-Europameisterschaft – Straßenrennen      | CC   | Polen                  | Piotr Gawroński        | Polen                         |
| 21.–25. | Deutschland | Sachsen-Tour                                 | 2.1  |                        | abgesagt               |                               |
| 21.–25. | Italien     | Brixia Tour                                  | 2.1  | Italien                | Domenico Pozzovivo     | Colnago-CSF Inox              |
| 22.     | Ungarn      | Central European Tour Gyomaendröd Grand Prix | 1.2  | Tschechien             | Alois Kaňkovský        | ASC Dukla Praha               |
| 22.–25. | Rumänien    | Tour of Szeklerland                          | 2.2  | Bulgarien              | Ewgeni Gerganow        | Hemus 1896-Vivelo             |
| 24.–26. | Frankreich  | Kreiz Breizh Elites                          | 2.2  | Frankreich             | Johan Le Bon           | Bretagne-Schuller             |
| 24.–28. | Belgien     | Tour de Wallonie                             | 2.HC | Vereinigtes Konigreich | Russell Downing        | Sky Professional Cycling Team |
| 25.     | Spanien     | Prueba Villafranca de Ordizia                | 1.1  | Spanien                | Gorka Izagirre         | Euskaltel-Euskadi             |
| 25.     | Italien     | Gran Premio Inda                             | 1.2  |                        | abgesagt               |                               |
| 25.     | Frankreich  | Grand Prix de la ville de Pérenchies         | 1.2  | Frankreich             | Arnaud Démare          | CC Nogent sur Oise            |
| 25.     | Polen       | Pomerania Tour                               | 1.2  | Deutschland            | Dirk Müller            | Team Nutrixxion Sparkasse     |
| 27.–31. | Polen       | Dookoła Mazowsza                             | 2.2  | Deutschland            | Sebastian Forke        | Team Nutrixxion Sparkasse     |
| 28.–1.  | Frankreich  | Tour Alsace                                  | 2.2  | Niederlande            | Wilco Kelderman        | Rabobank Continental          |
| 31.     | Deutschland | Chrono 2 - Paar-Zeitfahren                   | 1.1  |                        | abgesagt               |                               |

### August
|         |             | Rennen                             | Kat. |                    | Sieger                 | Team                          |
| ------- | ----------- | ---------------------------------- | ---- | ------------------ | ---------------------- | ----------------------------- |
| 1.      | Spanien     | Circuito de Getxo                  | 1.1  | Spanien            | Francisco José Pacheco | Xacobeo Galicia               |
| 1.      | Italien     | Trofeo Matteotti                   | 1.1  | Italien            | Riccardo Chiarini      | De Rosa-Stac Plastic          |
| 1.      | Frankreich  | Polynormande                       | 1.1  | Belgien            | Andy Cappelle          | Verandas Willems              |
| 2.      | Spanien     | Subida Urkiola                     | 1.1  |                    | abgesagt               |                               |
| 3.–7.   | Spanien     | Vuelta Ciclista a León             | 2.2  | Spanien            | Ángel Vallejo          | Supermercados Froiz           |
| 4.–5.   | Frankreich  | Paris–Corrèze                      | 2.1  | Frankreich         | Mickaël Buffaz         | Cofidis                       |
| 4.–8.   | Spanien     | Burgos-Rundfahrt                   | 2.HC | Spanien            | Samuel Sánchez         | Euskaltel Euskadi             |
| 4.–8.   | Danemark    | Post Danmark Rundt                 | 2.HC | Danemark           | Jakob Fuglsang         | Team Saxo Bank                |
| 4.–15.  | Portugal    | Volta a Portugal                   | 2.1  | Spanien            | David Blanco           | Palmeiras Resort-Tavira       |
| 5.      | Italien     | Gran Premio Artigianato Carnaghese | 1.1  | Italien            | Ivan Basso             | Liquigas-Doimo                |
| 5.      | Italien     | Gran Premio Folignano              | 1.2  | Kolumbien          | Julián Arredondo       | Scap Prefabbricati Foresi     |
| 5.–9.   | Frankreich  | Tour des Pyrénées                  | 2.2  | Frankreich         | Florent Barle          | AVC Aix en Provence           |
| 7.      | Italien     | Gran Premio Camaiore               | 1.1  | Slowenien          | Kristijan Koren        | Liquigas-Doimo                |
| 8.      | Deutschland | Sparkassen Giro                    | 1.1  | Niederlande        | Niki Terpstra          | Team Milram                   |
| 8.      | Belgien     | Dwars door de Antwerpse Kempen     | 1.2  | Litauen            | Aidis Kruopis          | Palmans-Cras                  |
| 8.      | Italien     | Trofeo Internazionale Bastianelli  | 1.2  | Italien            | Carmelo Pantò          | Gragnano Sporting Club        |
| 10.     | Italien     | Gran Premio Città di Felino        | 1.2  |                    | abgesagt               |                               |
| 10.–14. | Frankreich  | Tour de l’Ain                      | 2.1  | Spanien            | Haimar Zubeldia        | Team RadioShack               |
| 11.–15. | Frankreich  | Mi-Août Bretonne                   | 2.2  | Frankreich         | Jean-Luc Delpech       | Bretagne-Schuller             |
| 12.     | Ungarn      | Grand Prix Törökbalint             | 1.2  |                    | abgesagt               |                               |
| 13.     | Niederlande | Dutch Food Valley Classic          | 1.HC | Norwegen           | Edvald Boasson Hagen   | Sky Professional Cycling Team |
| 14.     | Polen       | Memoriał Henryka Łasaka            | 1.2  | Polen              | Mariusz Witecki        | Mróz Active Jet               |
| 14.     | Ungarn      | Grand Prix Betonexpressz 2000      | 1.2  | Kroatien           | Hrvoje Miholjević      | Loborika                      |
| 15.     | Belgien     | Antwerpse Havenpijl                | 1.2  | Belgien            | Rob Goris              | Palmans-Cras                  |
| 15.     | Polen       | Puchar Uzdrowisk Karpackich        | 1.2  | Polen              | Marek Rutkiewicz       | Mróz Active Jet               |
| 15.     | Ungarn      | Grand Prix P-Nívó                  | 1.2  |                    | abgesagt               |                               |
| 16.     | Italien     | Gran Premio Capodarco              | 1.2  | Italien            | Enrico Battaglin       | Zalf Désirée Fior             |
| 17.     | Italien     | Gara Ciclistica Montappone         | 1.2  | Russland           | Ilja Gorodnitschew     | Gragnano Sporting Club        |
| 17.     | Belgien     | Grote Prijs Stad Zottegem          | 1.1  | Niederlande        | Stefan van Dijk        | Verandas Willems              |
| 17.     | Italien     | Tre Valli Varesine                 | 1.HC | Irland             | Daniel Martin          | Garmin-Transitions            |
| 17.–20. | Frankreich  | Tour du Limousin                   | 2.1  | Schweden           | Gustav Erik Larsson    | Team Saxo Bank                |
| 18.     | Italien     | Coppa Agostoni                     | 1.1  | Italien            | Francesco Gavazzi      | Lampre-Farnese Vini           |
| 18.–22. | Irland      | Tour of Ireland                    | 2.1  |                    | abgesagt               |                               |
| 19.     | Italien     | Coppa Bernocchi                    | 1.1  | Italien            | Manuel Belletti        | Colnago-CSF Inox              |
| 20.–22. | Norwegen    | Festningsrittet                    | 2.2  | Vereinigte Staaten | Jesse Anthony          | Kelly Benefit Strategies      |
| 21.     | Italien     | Trofeo Melinda                     | 1.1  | Italien            | Vincenzo Nibali        | Liquigas-Doimo                |
| 21.     | Polen       | Puchar Ministra Obrony Narodowej   | 1.2  | Polen              | Bartłomiej Matysiak    | CCC Polsat Polkowice          |
| 22.     | Spanien     | Clasica Ciclista los Puertos       | 1.1  |                    | abgesagt               |                               |
| 24.     | Frankreich  | Grand Prix des Marbriers           | 1.2  | Kanada             | Kevin Lacombe          | SpiderTech-Planet Energy      |
| 24.–27. | Frankreich  | Tour du Poitou Charentes           | 2.1  | Frankreich         | Jimmy Engoulvent       | Saur-Sojasun                  |
| 24.–29. | Italien     | Giro della Valle d’Aosta           | 2.2  | Russland           | Pjotr Ignatenko        | Itera-Katusha                 |
| 25.     | Belgien     | Druivenkoers Overijse              | 1.1  | Belgien            | Bjorn Leukemans        | Vacansoleil                   |
| 26.–29. | Polen       | Szlakiem Walk Majora Hubala        | 2.2  | Polen              | Tomasz Kiendyś         | CCC Polsat Polkowice          |
| 26.–30. | Turkei      | Tour of Victory                    | 2.2  | Turkei             | Mert Mutlu             | Brisaspor                     |
| 27.–29. | Schweiz     | Grand Prix Tell                    | 2.2  |                    | abgesagt               |                               |
| 28.     | Italien     | Giro del Veneto                    | 1.HC | Italien            | Daniel Oss             | Liquigas-Doimo                |
| 29.     | Frankreich  | Châteauroux Classic de l’Indre     | 1.1  | Frankreich         | Anthony Ravard         | Ag2r La Mondiale              |
| 29.     | Belgien     | Schaal Sels                        | 1.1  | Litauen            | Aidis Kruopis          | Palmans-Cras                  |
| 29.     | Niederlande | Ronde van Midden-Nederland         | 1.2  | Niederlande        | Wesley Kreder          | Rabobank Continental          |
| 29.     | Slowenien   | Zagreb-Ljubljana                   | 1.2  | Slowenien          | Matej Mugerli          | Perutnina Ptuj                |
| 31.–7.  | Slowakei    | Slowakei-Rundfahrt                 | 2.2  | Slowenien          | Robert Vrečer          | Perutnina Ptuj                |

### September
|         |                        | Rennen                                     | Kat.   |                          | Sieger                               | Team                         |
| ------- | ---------------------- | ------------------------------------------ | ------ | ------------------------ | ------------------------------------ | ---------------------------- |
| 4.      | Italien                | Coppa Placci                               | 1.HC   |                          | abgesagt                             |                              |
| 5.      | Frankreich             | Tour du Doubs                              | 1.1    | Frankreich               | Jérôme Coppel                        | Saur-Sojasun                 |
| 5.      | Italien                | Giro della Romagna                         | 1.1    | Deutschland              | Patrik Sinkewitz                     | ISD-Neri                     |
| 5.      | Belgien                | Grote Prijs Jef Scherens                   | 1.1    | Niederlande              | Lars Boom                            | Rabobank                     |
| 5.      | Italien                | Memorial Davide Fardelli                   | 1.2    | Australien               | Luke Durbridge                       | Team Jayco-Skins             |
| 5.      | Niederlande            | Kernen Omloop Echt-Susteren                | 1.2    | Niederlande              | Peter Schulting                      | Cyclingteam Jo Piels         |
| 5.–12.  | Frankreich             | Tour de l’Avenir                           | 2.Ncup | Kolumbien                | Nairo Quintana                       | Kolumbien                    |
| 8.      | Belgien                | Memorial Rik Van Steenbergen               | 1.1    | Belgien                  | Michaël Van Staeyen                  | Topsport Vlaanderen-Mercator |
| 8.–10.  | Italien                | Giro della Regione Sicilia                 | 2.1    |                          | abgesagt                             |                              |
| 8.–11.  | Italien                | Giro della Regione Friuli Venezia Giulia   | 2.2    | Norwegen                 | Vegard Stake Laengen                 | Norwegen                     |
| 8.–13.  | Kroatien               | Tour de Croatie                            | 2.2    |                          | abgesagt                             |                              |
| 10.–13. | Turkei                 | Tour of Marmara                            | 2.2    |                          | verlegt in den Oktober               |                              |
| 11.     | Italien                | Giro del Lazio                             | 1.1    |                          | abgesagt                             |                              |
| 11.     | Belgien                | Paris-Brüssel                              | 1.HC   | Spanien                  | Francisco José Ventoso               | CarmioOro NGC                |
| 11.–18. | Vereinigtes Konigreich | Tour of Britain                            | 2.1    | Schweiz                  | Michael Albasini                     | Team HTC-Columbia            |
| 11.–19. | Bulgarien              | Tour of Bulgaria                           | 2.1    | Bulgarien                | Krassimir Wassilew                   | SK Dobrich 1905              |
| 12.     | Deutschland            | Rund um die Nürnberger Altstadt            | 1.1    |                          | auf NE herabgestuft                  |                              |
| 12.     | Italien                | Giro di Sicilia                            | 1.1    |                          | abgesagt                             |                              |
| 12.     | Frankreich             | Chrono Champenois Masculin International   | 1.2    | Danemark                 | Rasmus Christian Quaade              | Dänemark                     |
| 12.     | Frankreich             | Grand Prix de Fourmies                     | 1.HC   | Frankreich               | Romain Feillu                        | Vacansoleil                  |
| 15.     | Belgien                | Grand Prix de Wallonie                     | 1.1    | Deutschland              | Paul Martens                         | Rabobank                     |
| 17.     | Belgien                | Kampioenschap van Vlaanderen               | 1.1    | Australien               | Leigh Howard                         | Team HTC-Columbia            |
| 17.     | Frankreich             | Grand Prix de la Somme                     | 1.1    | Schweiz                  | Martin Elmiger                       | Ag2r La Mondiale             |
| 18.     | Italien                | Memorial Cimurri                           | 1.1    |                          | abgesagt                             |                              |
| 18.     | Italien                | Gran Premio Città di Modena                | 1.1    | Italien                  | Francesco Chicchi                    | Liquigas-Doimo               |
| 19.     | Italien                | Gran Premio Industria & Commercio di Prato | 1.1    | Italien                  | Diego Ulissi                         | Lampre-Farnese Vini          |
| 19.     | Frankreich             | Grand Prix d’Isbergues                     | 1.1    | Lettland                 | Aleksejs Saramotins                  | Team HTC-Columbia            |
| 19.     | Italien                | Trofeo G. Bianchin                         | 1.2    | Slowenien                | Robert Vrečer                        | Perutnina Ptuj               |
| 19.     | Frankreich             | Duo Normand                                | 1.2    | Russland Moldau Republik | Artjom Owetschkin Aleksandr Pliușkin | Katjuscha                    |
| 22.     | Belgien                | Omloop van het Houtland Lichtervelde       | 1.1    | Niederlande              | Stefan van Dijk                      | Verandas Willems             |
| 23.     | Serbien                | Tour of Vojvodina I part                   | 1.2    |                          | abgesagt                             |                              |
| 24.–26. | Frankreich             | Tour du Gévaudan Languedoc-Roussillon      | 2.2    | Frankreich               | Jérôme Coppel                        | Saur-Sojasun                 |
| 25.     | Serbien                | Tour of Vojvodina II part                  | 1.2    |                          | abgesagt                             |                              |
| 25.     | Tschechien             | Praha-Karlovy Vary-Praha                   | 1.2    | Deutschland              | Andreas Schillinger                  | Team NetApp                  |
| 25.     | Italien                | Memorial Marco Pantani                     | 1.1    | Italien                  | Elia Viviani                         | Liquigas-Doimo               |
| 26.     | Italien                | Giro del Canavese                          | 1.2U   |                          | abgesagt                             |                              |
| 26.     | Frankreich             | Tour de Vendée                             | 1.HC   | Spanien                  | Koldo Fernández                      | Euskaltel-Euskadi            |
| 26.     | Italien                | Giro di Toscana                            | 1.1    | Italien                  | Daniele Bennati                      | Liquigas-Doimo               |
| 26.–5.  | Turkei                 | International Tour of Civilizations        | 2.2    |                          |                                      |                              |
| 28.     | Italien                | Ruota d’Oro                                | 1.2    | Italien                  | Francesco Bongiorno                  | Team Futura-Matricardi       |
| 30.–3.  | Belgien                | Circuit Franco-Belge                       | 2.1    | Vereinigtes Konigreich   | Adam Blythe                          | Omega Pharma-Lotto           |

### Oktober
|       |             | Rennen                      | Kat. |                        | Sieger                | Team                |
| ----- | ----------- | --------------------------- | ---- | ---------------------- | --------------------- | ------------------- |
| 1.–3. | Spanien     | Cinturó de l’Empordà        | 2.2  | Spanien                | José Herrada          | Caja Rural          |
| 1.–4. | Turkei      | Tour of Dardanel            | 2.2  |                        | abgesagt              |                     |
| 2.    | Italien     | Piccolo Giro di Lombardia   | 1.2  | Russland               | Alexander Serebrjakow | ACS Lupi-San Marino |
| 3.    | Deutschland | Sparkassen Münsterland Giro | 1.1  | Niederlande            | Joost van Leijen      | Vacansoleil         |
| 5.    | Belgien     | Binche–Tournai–Binche       | 1.1  | Italien                | Elia Viviani          | Liquigas-Doimo      |
| 7.    | Italien     | Coppa Sabatini              | 1.1  | Italien                | Riccardo Riccò        | Vacansoleil         |
| 7.    | Frankreich  | Paris–Bourges               | 1.1  | Frankreich             | Anthony Ravard        | ag2r La Mondiale    |
| 9.    | Italien     | Giro dell’Emilia            | 1.HC | Niederlande            | Robert Gesink         | Rabobank            |
| 10.   | Italien     | Gran Premio Beghelli        | 1.1  | Italien                | Dario Cataldo         | Quick Step          |
| 10.   | Frankreich  | Paris–Tours                 | 1.HC | Spanien                | Óscar Freire          | Rabobank            |
| 10.   | Frankreich  | Paris–Tours (U23)           | 1.2U | Belgien                | Jelle Wallays         | Beveren 2000        |
| 12.   | Belgien     | Nationale Sluitingsprijs    | 1.1  | Vereinigtes Konigreich | Adam Blythe           | Omega Pharma-Lotto  |
| 13.   | Italien     | Milano-Torino               | 1.HC |                        | abgesagt              |                     |
| 14.   | Italien     | Giro del Piemonte           | 1.HC | Belgien                | Philippe Gilbert      | Omega Pharma-Lotto  |
| 17.   | Frankreich  | Chrono des Nations          | 1.1  | Vereinigtes Konigreich | David Millar          | Garmin-Transitions  |